# Île Quarry
Île Quarry är en ö i Kanada.   Den ligger i provinsen Québec, i den östra delen av landet, 1 000 km nordost om huvudstaden Ottawa. Arean är 7,4 kvadratkilometer. Ön ingår i Archipel-de-Mingans nationalpark.
Terrängen på Île Quarry är mycket platt. Öns högsta punkt är 34 meter över havet. Den sträcker sig 3,1 kilometer i nord-sydlig riktning, och 4,3 kilometer i öst-västlig riktning.